# Lorenzo Olivieri
Lorenzo Olivieri (Pieve di Cadore, 11 settembre 1987) è un ex giocatore di curling italiano di Cortina d'Ampezzo.

## Carriera sportiva

### Nazionale
Lorenzo entrò a far parte della nazionale italiana allievi di curling nel 2005, esordendo al festival olimpico europeo della gioventù (european youth olympic winter festival) di Monthey, in Svizzera.
Nel 2006 entra a far parte della nazionale junior, con cui ha partecipato ad un mondiale junior ed un challenge europeo junior (european junior challenge). Il primo posto in questo ultimo campionati è da considerarsi oltre il decimo posto al campionato mondiale, dunque la medaglia d'oro vinta ai challeng europei equivale all'undicesima posizione nel ranking mondiale.
Olivieri è entrato a far parte della nazionale italiana universitaria di curling nel 2007 partecipando alle XXIII Universiadi invernali.
In totale Lorenzo vanta 23 presenze con la maglia della nazionale, quindici con la nazionale junior e otto partite disputate con la nazionale universitaria. Il miglior risultato dell'atleta è il quinto posto ottenuto al festival olimpico europeo della gioventù nel 2005 a Monthey, in Svizzera.
CAMPIONATI
Nazionale universitaria: 8 partite
- Universiadi invernali:
  - 2007 Torino ( Italia) 10ª posizione

Nazionale junior: 15 partite
- Mondiali junior:
  - 2006 Jeonju ( Corea del Sud) 10ª posizione
- Challeng europei junior:
  - 2006 Praga ( Rep. Ceca) 1ª posizione (11° mondiale)

Nazionale allievi:
- Festival olimpico europeo:
  - 2005 Monthey ( Svizzera) 5ª posizione

### Percentuali
Per Lorenzo c'è un'unica partita con percentuali registrata ufficialmente dalla World Curling Federation, ossia la quarta partita delle universiadi di Torino dove Olivieri giocava nel ruolo di lead. Nella partita contro il Canada (persa 6-7) la precisione di gioco di Lorenzo è stata del 61%.
- 2007 universiadi invernali di Torino, precisione: 61% (lead)

### Campionati italiani
Olivieri ha preso parte ai campionati italiani di curling inizialmente con il Curling Club New Wave poi con il Curling Club Tofane ed è stato due volte campione d'Italia, oltre ai campionati assoluti Lorenzo ha partecipato ai campionati italiani nelle categorie giovanili (esordienti e ragazzi).
- Italiani junior:
  - 2006  con Giorgio Da Rin, Davide Michielli, Matteo Siorpaes e Alessandro Baldisserra (Curling Club Tofane)
  - 2007  con Giorgio Da Rin, Davide Michielli, Matteo Siorpaes e Alberto Alverà (Curling Club Tofane)

### Ritiro dalle competizioni
Lorenzo si è ritirato dall'attività agonistica per dedicarsi alla ricerca in campo aerospaziale presso il Centro Interdipartimentale di Studi e Attività Spaziali dell'Università di Padova, dove nel 2015 ha conseguito un dottorato in Scienze, Tecnologie e Misure Spaziali.
Ritirato dall’attività agonistica nel curling, Lorenzo si è appassionato allo scialpinismo, sport che tuttora svolge durante il periodo invernale e primaverile. La sua attività scialpinistica si concentra principalmente nella zona dei Cadini di Misurina, la cui continua attività di esplorazione lo ha portato a riscoprire  itinerari scialpinistici poco frequentati.

## Altro
Lorenzo è fratello della giocatrice di curling Chiara Olivieri.